# James Bryant Conant
James Bryant Conant (ur. 26 marca 1893 w Bostonie, zm. 11 lutego 1978 w Hanover w stanie New Hampshire) – amerykański chemik, pedagog i dyplomata, profesor Uniwersytetu Harvarda.

## Życiorys
W 1916 roku, po ukończeniu Uniwersytetu Harvarda rozpoczął w nim pracę. W latach 1917–1918, podczas I wojny światowej, służył w amerykańskiej armii, pracując nad rozwojem gazów bojowych. Od 1919 roku był profesorem chemii na macierzystej uczelni, a w latach 1933–1953 był jej rektorem. W 1953 roku objął funkcję głównego komisarza i jednocześnie ambasadora Stanów Zjednoczonych w Niemczech Zachodnich. W 1957 roku powrócił do USA i rozpoczął badania nad stanem ówczesnego szkolnictwa w Stanach Zjednoczonych.

## Dorobek naukowy
Był autorem licznych książek z zakresu chemii. Prowadząc prace badawcze nad stanem szkolnictwa był krytykiem ówczesnego jego stanu: pomijania podstawowych przedmiotów nauki i wiedzy naukowej, feminizacji zawodu nauczyciela i systemu kształcenia kadr. Podstawowymi pracami z zakresu tych badań były: The American High School Today (1959) oraz The Education of American Teachers (1963), które były przyjęte z zainteresowaniem przez środowisko nauczycielskie. 
Inne książki to: Two Modes of Thought (1964), The Comprehensive High School (1967) i My Several Lives (1970).